# Lokasara, Mandya
Lokasara là một làng thuộc tehsil Mandya, huyện Mandya, bang Karnataka, Ấn Độ.